# Alfonso Acosta Bendek
Alfonso Acosta Bendek (Sitionuevo, Magdalena; 7 de junio de 1926-Barranquilla, 7 de abril de 2017) fue un médico veterinario y empresario colombiano. 
Fundó la Universidad Metropolitana con sus hermanos Gabriel y Jacobo Acosta Bendek.

## Biografía
Alfonso Acosta nació en Sitionuevo Magdalena; fue el mayor de los hermanos Acosta Bendeck y emigró a Barranquilla. Estudió medicina veterinaria en la Universidad Nacional de Colombia, que ejerció en su experiencia como ganadero. 
Empezó su trayectoria como empresario fundando los nombres de Hospital Universitario Metropolitano; Fundación Acosta Bendek, Universidad Metropolitana; Arriendos del Norte; Corporación Colegio Inmobiliario de Barranquilla; Asociación Nacional de Lonjas (Asolonja), y durante varios años fue miembro de la junta directiva de la Cooperativa Industrial Lechera de la Costa (Coolechera).
Estuvo casado con la dama barranquillera Eugenia Osío de Acosta Bendek, con quien tuvo siete hijos: Guillermo, Juan José, Daniel, Alonso, Carmen, Luis Fernando y Miguel Ángel Acosta Osío. Falleció en su residencia en Barranquilla a los 90 años de edad el 7 de abril de 2017.